# Kiruna
Kiruna (severnosamijsko Giron; finsko Kiiruna; Meänkieli Kieruna) je najsevernejše švedsko mesto, ki hkrati velja za švedsko lokalno okrožje. Leži 145 kilometrov severno od polarnega kroga, znana pa je po rudnikih železa. Mesto je bilo prvotno zgrajeno v 1890-ih za oskrbo rudnika Kiruna.
Vesoljski center Esrange je bil v Kiruni ustanovljen v 1960-ih. V Kiruni sta tudi Inštitut za vesoljsko fiziko in Oddelek za vesoljsko znanost Tehnološke univerze Luleå.

## Zgodovina

### Izvor
Arheološke najdbe so pokazale, da je območje okoli Kirune naseljeno že vsaj 6000 let.
Stoletja pred ustanovitvijo Kirune leta 1900 je lokalno prebivalstvo Samijev poznalo prisotnost železove rude v Kiirunavaari in Luossavaari. Leta 1696 je Samuel Mört, knjigovodja tovarne Kengis, pisal o govoricah o prisotnosti železa v obeh hribih. Ruda je postala bolj znana, potem ko jo je leta 1736 Mangi, Sámi moški, prijavil švedskim oblastem, ki so se zbrale v cerkvi Jukkasjärvi. Kmalu po poročani najdbi je švedski višji uradnik in kartograf Anders Hackzell leta 1736 kartiral območje Kirune. Gore je poimenoval Fredriksberg in Berget Ulrika Eleonora po švedskem kralju Fredriku I. in njegovi ženi Ulriki Eleonori, čeprav so danes gore znane le pod imeni Kirunavaara in Luossavaara, ki izvirata iz jezika Meänkieli.
Kljub najdbam velikih količin rude se zaradi oddaljene lokacije in ostrega podnebja rudarjenje ni začelo. Nekaj rude so izkopali v 19. stoletju. Izkopali so jo poleti in prevažali pozimi s sanmi, ki so jih vlekli severni jeleni in konji. Vendar so bili stroški visoki, kakovost fosforne rude pa slaba, dokler leta 1878 ni postopek Gilchrist-Thomas, ki sta ga izumila Sidney Gilchrist Thomas in Percy Gilchrist, omogočil ločitve fosforja od rude.
Leta 1884 je bila koncesija za železnico od Luleå do Narvika podeljena Severnoevropskemu železniškemu podjetju. Začasna železnica med Luleå in Malmbergetom je bila dokončana leta 1888, prvi vlak pa je Malmberget zapustil marca. Približno v istem času je angleško podjetje bankrotiralo in moralo progo prodati švedski državi za 8 milijonov švedskih kron, kar je približno polovica prvotno vloženega zneska. Po obsežni obnovi je bila železnica do Gällivareja ponovno v uporabi, železovo rudo pa je v Malmbergetu pridobival Aktiebolaget Gellivare Malmfält (AGM).
Na pobudo Roberta Schouga je bil leta 1890 ustanovljen Luossavaara-Kiirunavaara Aktiebolag (LKAB). Leta 1893 je Gustaf Broms postal izvršni direktor LKAB in AGM. LKAB si je prizadeval za nadaljevanje Malmbanana preko Luossavaare in Kiirunavaare do norveške obale brez ledu. Nadaljevanje železniške proge do Narvika je bilo sporno, saj so se nasprotniki bali vpliva Rusije (ki je takrat nadzorovala Finsko in je bila že povezana s Švedsko pri Haparandi–Tornio) na mednarodno železniško progo.
Odločitev o gradnji je bila dokončno sprejeta leta 1898. Železnica je v Kiruno prišla 15. oktobra 1899, švedski in norveški odsek pa sta bila združena 15. novembra 1902. Za LKAB so veliki stroški skoraj privedli do stečaja leta 1901, takoj po začetku rudarjenja rude v Kiirunavaari. Kralj Oskar II. Švedski je železniško progo odprl šele 14. julija 1903, saj je imel za potovanje proti severu raje poletje kot zimo.
Arhitekta Per Olof Hallman in Gustaf Wickman sta bila imenovana za načrtovanje mesta, ki naj bi bilo zgrajeno v Haukivaari, blizu obeh rudnikov železove rude, s takrat revolucionarnim upoštevanjem geografskih in klimatoloških okoliščin; ker je mesto zgrajeno na hribu, so zimske temperature veliko milejše kot v drugih mestih, zaradi uličnega načrta in lege pa je veter omejen. 27. aprila 1900 je bil Hallmanov načrt uradno sprejet.
Gustaf Broms je predlagal, da se naselja poimenujejo Kiruna, kar je kratko in praktično ime, ki bi ga lahko izgovorili tudi švedsko govoreči prebivalci. Ime v laponščini in finščini pomeni skalna bera. LKAB je za lokalnega upravitelja v Kiruni imenoval Hjalmarja Lundbohma, ki ni končal ne srednje šole ne študija geologije.

### Zgodnja zgodovina
Preden je bil sprejet načrt za naselje, so bile hiše zgrajene neorganizirano, z nezakonitimi barakarskimi naselji, podobnimi tistim v drugem rudarskem mestu Malmberget, 80 kilometrov južno od Kirune. Začasne stavbe so služile tudi kot cerkev, šola, bolnišnica, hotel in policijska postaja. Vendar so bile uradne rezidence zgrajene z veliko hitrostjo in ko je kralj leta 1903 odprl železnico, so bile vse nezakonite rezidence in večina drugih začasnih stavb porušene in nadomeščene. Prva stavba, B:1, je ohranjena in si jo je mogoče ogledati v Hjalmar Lundbohmsgården. Leta 1899 je bilo v bodoči Kiruni registriranih 18 ljudi. To se je leta 1900 povečalo na 222, leta 1910 na 7438 in leta 1930 na 12.884.
Stanovanjska naselja niso povsem sledila tej hitri rasti; do leta 1910 je bilo 1877 uradnih sob in nekaj nepriznanih stanovanj, kar je pomenilo, da so v eni sobi živeli povprečno trije do štirje ljudje; ta gostota se je v naslednjih desetletjih vztrajno zmanjševala. Kiruna je leta 1908 postala municipalsamhälle (skupnost znotraj občine). To je povzročilo nezadovoljstvo v lokalnih organizacijah, kot je Luossavaara-Kiirunavaara Arbetareförening, ki so upale na status köpinga, kar bi večino rudarskih dohodkov ohranilo v kraju. V zameno je rudarsko podjetje LKAB plačalo za bolnišnico, gasilski dom, kanalizacijo, ceste, cerkev (odprta leta 1912) in duhovnikov dom.
Aprila 1907 je v Kiruni, najseverneje na svetu, začel obratovati tramvaj. To je pomenilo, da rudarjem ne bi bilo več treba hoditi več kilometrov skozi subarktični mraz, niti se jim ne bi bilo treba vzpenjati sto metrov navkreber rudniškega hriba. Omrežje je bilo sestavljeno iz treh prog: bergbanan (vzpenjača), stadsspårvägen (mestni tramvaj) in gruvspårvägen (rudniški tramvaj). Vzpenjača je bila zaprta leta 1955, potem ko je bila leta 1949 zgrajena cesta do rudnika. Mestna proga je imela največjo dolžino 8 kilometrov in je bila edinstvena zaradi 1-metrske tirne širine, dvojno zastekljenih oken in ogrevanih vagonov. Zaprli so jo leta 1958, potem ko so jo postopoma nadomestili avtobusi. Med letoma 1941 in 1964 je bil v rudniku uporabljen tramvaj, vagoni pa so bili kupljeni od zaprtih tramvajskih prog po vsej Švedski.
Industrija železove rude je bila v začetku 20. stoletja dobra. Pred začetkom del je Hjalmarja Lundbohma skrbelo, ali bo zima v Kiruni sploh omogočala delo na prostem, toda kljub zgodnjim raziskavam podzemnega rudarjenja je bilo v zgodnjih letih rudarjenje na površini glavna metoda. Zgodaj so poskušali z mehanizacijo z uporabo parnih bagrov, vendar je hladno podnebje povzročilo precejšnje težave in šele ko so v desetletju po letu 1910 postali na voljo električni stroji, je bila dosežena pomembna mehanizacija. Vrh Kiirunavaare, Statsrådet, je bil 247,7 metra nad Luossajärvijem, dokler ga leta 1910 ni spektakularno odpihnilo.
Leta 1909 je Švedsko prizadela splošna stavka in Kiruna ni bila izjema. V upanju na boljšo prihodnost so Kiruno zapustili tisoči ljudi, vključno s skupino 500 prebivalcev, ki so se izselili v Brazilijo. Večina se jih je vrnila, razočarana, ker življenje v Latinski Ameriki ni bilo takšno, kot so si želeli. Hjalmar Lundbohm je nekaterim izseljencem osebno posodil denar za pot domov.
Med prvo svetovno vojno se je proizvodnja železove rude zmanjšala na najnižjo raven v zgodovini LKAB-a, in ko se je izvoz ponovno povečal, je uspešna trimesečna stavka leta 1920 privedla do 20-odstotnega povišanja plač rudarjev. Proizvodnja se je leta 1922 zmanjšala na minimum in uveden je bil tridnevni delovni teden, a se je v bajnih dvajsetih letih leta 1927 povečala na rekordnih devet milijonov ton.
Leta 1921 se je rudarstvo začelo na drugem hribu Kirune, Luossavaari. Vendar je bila skupna količina rude, ki jo je bilo mogoče izkopati v odprtem kopu, majhna v primerjavi s Kiirunavaaro, zato je LKAB raje koncentriral vire na enem mestu. Kljub temu se je rudarjenje tukaj nadaljevalo do leta 1974, kasneje pa je rudnik postal raziskovalni rudnik. Medtem ko se je rudarjenje v Kiruni v 19. stoletju osredotočalo na Luossavaaro, se je obsežno delovanje LKAB osredotočilo na kirunsko rudo, ker je bila večja in ni bila predmet zakonskih omejitev, ki bi nalagale rafiniranje luossavaarske rude na Švedskem.
V prvih desetletjih obstoja Kirune ni bila nobena cesta povezana z zunanjim svetom. Edina povezava je bila železnica ali, kot v času pred železnico, z ladjo (poleti) preko rek Torne in Kalix do Jukkasjärvija in Håmojåkka, nato pa peš. Cesta iz Kirune v Tuolluvaaro je bila zgrajena leta 1901, Poikkijärvi leta 1909, Alttajärvi leta 1913 in povezana s Svappavaaro leta 1926, od koder so se ceste že povezovale prek Vittangija s Pajalo in prek Lappesuanda z Gällivarejem in naprej proti jugu.
Velika depresija je povzročila 70-odstotni upad proizvodnje rude, kar se je na predvečer druge svetovne vojne spremenilo v dramatično povečanje.
Čeprav so nekateri turisti na to območje začeli prihajati že v 19. stoletju, je dokončanje železniške proge resnično omogočilo turizem. Turisti so prihajali zaradi rek in gora, pa tudi geologi in celi razredi študentov so si prišli ogledat rudnik. Poleg tega se je začel vsakoletni festival zimskih športov, ki je privabljal ljudi iz širšega območja. Prebivalstvo Sami je bilo že v zgodnjih dneh obstoja Kirune turistična atrakcija.
V zgodnjih 1920-ih se je gibanje, ki je postalo znano kot Kirunasvenskarna (Kirunski Švedi), odločilo za izselitev v Sovjetsko Rusijo, deželo, kjer so upali na boljše delovne pogoje, višje plače in splošni standard. Bili so zadnji Švedi, ki so se izselili v skupinah. Večina teh izseljencev je pred selitvijo živela v Kiruni.

### Druga svetovna vojna
Občina Kiruna meji na Norveško in Finsko, Kiruna pa je relativno blizu obeh držav. Zaradi tega je bilo veliko vojakov prepeljanih na to območje, kadar koli je bila zahtevana mobilizacija; najprej septembra 1939 po nemški invaziji na Poljsko, nato novembra 1939 po ruski invaziji na Finsko, vendar se v obeh primerih švedski vojaki niso borili. Marca 1940 je Winston Churchill v operaciji Catherine zaprosil za dovoljenje za prevoz vojakov iz Narvika na Norveškem na Finsko prek Kirune in Haparande. Zaradi strahu, da bi prisotnost britanskih vojakov v bližini rudnika Kiruna izzvala nemški napad na Švedsko, je bila prošnja zavrnjena.
Po nemški invaziji na Norveško je bilo vzdolž vsakega mostu vzdolž Malmbanana nameščenih vsaj deset vojakov, da bi razstrelili mostove, če bi nemška vojska napadla Švedsko. Poleg tega je bil tujcem prepovedan obisk Kirune ali proge za železovo rudo, potovanje med Kiruno in Riksgränsenom pa je bilo dovoljeno le Samijem, vojaškemu osebju, domačinom in ljudem, ki delajo za vlado.
Po bitki pri Bjørnfjellu, 15. aprila 1940, so v Kiruno prepeljali ranjene in padle norveške vojake.
Kljub pogojem za švedsko nevtralnost so iz Kirune norveškim vojakom v Bjørnfjellu prepeljali železniške vagone s hrano, smučmi in čeladami.
Švedska železova ruda iz Kirune je bila za nemški vojni stroj zelo pomembna. Skupina ljudi, ki so delali pri LKAB, se je organizirala v Wollweberligi in načrtovala sabotažo transportov v Nemčijo. Konec novembra 1941 so Edvard Nyberg, Ernst Wollweber in drugi izdelali mino, ki naj bi jo pritrdili na vagone za rudo. Nyberga so ujeli, odpustili iz LKAB in preživel 3,5 let zapora. Po izpustitvi je ustanovil podjetje Nybergs Mekaniska Verkstad, ki je še vedno eno največjih podjetij v Kiruni.
Nemčija je Švedsko zaprosila za uporabo železniškega omrežja za prevoz vojaške opreme, vendar se je švedska vlada strinjala le s tranzitom humanitarnega značaja (tranzit humanitarnega značaja, vendar brez oskrbe vojakov). Nemčija je trdila, da se nemški vojaki tam po okupaciji Norveške ne borijo več, zato so prepeljali veliko količino vojaške opreme, streliva in na skrivaj tudi vojakov iz južne v severno Norveško prek Malmbanana in Kirune. Vojake so pogosto prevažali v transportih, ki so bili razglašeni za materialne prevoze. Čeprav je bilo to strogo proti pravilom, je prišlo do precejšnje interakcije med nemškimi vojaki in švedskimi domačini, vključno s trgovanjem in nogometnimi tekmami.
Med vojno je bilo v Kiruni nastanjenih do 2000 beguncev iz 20 držav. Nemški vojni ujetniki, na primer iz strmoglavljenih letal, so bili nastanjeni v Kiruni, preden so jih prepeljali na jug. Vendar so bile manjše sabotaže, kot je pesek v motorjih, pogoste, in orožje je pogosto končalo na dnu jezera Luossajärvi, poleg železniške postaje.
Severno od Torneträska, v Kaivareju, je bila na skrivaj zgrajena radijska baza Kari, ki jo je uporabljal norveški odpor. Uporabljali so jo tudi za tihotapljenje orožja na Norveško in beguncev iz Norveške.

### Po vojni
Leta 1948 je Kiruna pridobila mestne pravice in začela prejemati velike vsote denarja od rudnika. Mestno središče je bilo obnovljeno od leta 1953; večina stavb, zgrajenih pred letom 1920, je bila porušena in nadomeščena, številne stavbe, zgrajene v naslednjem obdobju, pa so se ohranile v 2000-ih. Mesto je raslo in gradile so se nove soseske, pa tudi nove stanovanjske stavbe in vile v obstoječih soseskah. Območje je znano kot Lombolo in je bilo zgrajeno v 1960-ih.
Po drugi svetovni vojni se je gospodarstvo Kirune začelo diverzificirati. Sprva je mehanizacija rudarske industrije privedla do več mehanskih delavnic, ki so razvijale stroje za rudnik, še vedno odvisen od rudarstva, vendar so se pojavila posamezna podjetja z odcepljenimi podjetji, ki so se lahko prodala drugim območjem kot le rudniku Kiruna. V 1950-ih je bil ustanovljen sklad Norrlandsfonden, v katerega so se vlagali dobički LKAB za diverzifikacijo lokalnega gospodarstva. Občina je začela posojati denar novo ustanovljenim podjetjem po zelo ugodnih obrestnih merah, shema, ki je trajala do leta 1959, ker so banke, ki so vztrajale, da gre za lažno konkurenco, vzpostavile bolj sproščena pravila za posojanje denarja. Industrijsko območje vzhodno od mesta je bilo zgrajeno v 1950-ih, da bi ločili industrijo od sosesk.
10. novembra 1960 se je odprlo letališče Kiruna, da bi ločilo civilni zračni promet od vojaških letal, ki so od prve svetovne vojne pristajala na letališču Kalixfors in v Luossajärviju. Cesta do Nikkaluokte je bila odprta leta 1971, do Riksgränsena in Narvika pa leta 1984. O slednjem se je veliko razpravljalo, saj so obstajali alternativni načrti za izgradnjo ceste do Norveške na severni strani Torneträska, preko Laima, Kattuvuome, Salmija do Inseta in Barduja na Norveškem. Ta cesta ni bila nikoli zgrajena, je pa bila na pobudo domačinov zgrajena 25 km dolga proga med Laimom in Salmijem, ki je bila končana leta 1962; vendar pa ta trasa, imenovana Talmavägen, ni povezana z nobeno drugo cesto.
Izboljšane komunikacije so bile koristne tudi za turizem. Švedske železnice so že pred drugo svetovno vojno vozile posebne vlake, vendar so v poletnih mesecih med Göteborgom in Kiruno začeli voziti posebni vlaki, ki so povezovali križarke iz Združenih držav. Kanu klub Kiruna Långfärdspaddlare je bil ustanovljen leta 1972, rafting za turiste pa se je ponovno začel, potem ko je bil 20 let prekinjen zaradi utopitve Valfrida Johanssona. Do 1980-ih je bil turizem predvsem poletni posel, vendar se je turistična izkoriščanje pasjih vpreg začelo leta 1983 v Jukkasjärviju. Leta 1990 je bil v Jukkasjärviju zgrajen prvi ledeni hotel, ki so ga oglaševali kot največji iglu na svetu. Zgrajen je bil z uporabo tehnik iz gradnje Malmbanana 90 let prej in je bil navdihnjen tudi s festivalom snega, ki se je začel leta 1986 v počastitev švedskega vikinškega satelita. Od leta 1998 v rudniku obstaja posebno turistično območje, od leta 1999 pa lahko turisti obiščejo različna področja raziskav, ki potekajo v Kiruni.
Leta 1957 je Kraljeva švedska akademija znanosti ustanovila Geofizični observatorij Kiruna (KGO) (zdaj Švedski inštitut za vesoljsko fiziko). Vesoljski center Esrange je bil ustanovljen leta 1966. Tukaj se od leta 1966 izvajajo raketne operacije in zemeljska opazovanja, od leta 1974 operacije z baloni, od leta 1978 satelitske operacije in od leta 2000 testne operacije (s Švedsko upravo za obrambni material). ESA upravlja satelitsko postajo v Salmajärviju blizu Esrangea od leta 1989. Leta 1987 je Univerza Umeå v Kiruni začela program vesoljskega inženirstva, izobraževanje na področju GIS pa je leta 1991 začela Tehnološka univerza Luleå. Leta 1993 so se vesoljski inženirji iz Umeåa preselili v isto stavbo, v kateri je tudi IRF, leto kasneje pa se je na isti lokaciji začel še en program Univerze v Luleåu, gradbeništvo s specializacijo iz vesoljske tehnologije. Od leta 2006 se je začel magistrski program Erasmus Mundus iz vesoljske znanosti in tehnologije z vsaj enim semestrom, preživetim na LTU. Leta 2007 se je izobraževanje vzdolž IRV razdelilo in ostal je le Oddelek za vesoljsko znanost, ki je pripadal Tehnološki univerzi Luleå, medtem ko se je program vesoljskega inženirstva Univerze Umeå končal.
Ledeni hotel Kiruna je bil v Jukkasjärviju zgrajen vsako zimo od leta 1990 in je pomembna turistična atrakcija.

### Selitev mesta
Prenova Kirune je projekt rekonstrukcije, saj rudnik Kirunavaara, ki ga upravlja LKAB, spodkopava obstoječe mestno središče. Več stavb bo premaknjenih ali porušenih. Mestno središče bo premaknjeno 3 kilometre vzhodno.
Leta 2004 je bilo odločeno, da bo treba sedanje središče občine preseliti, da bi preprečili posedanje zaradi rudarjenja. Selitev naj bi se izvedla postopoma v naslednjem desetletju. 8. januarja 2007 je bila predlagana nova lokacija, severozahodno do vznožja gore Luossavaara, ob jezeru Luossajärvi.
Prva dejanska dela na selitvi mesta so bila opravljena novembra 2007, ko so se začela dela na novi glavni kanalizacijski cevi.
Isti teden so bile na voljo prve skice za postavitev novega dela mesta. Skice vključujejo potovalni center, nove lokacije za mestno hišo in cerkev, umetno jezero in podaljšek hriba Luossavaara v mesto. Lokacija novega odseka ceste E10 je bila še vedno negotova, prav tako lokacija železnice in železniške postaje. Uradnejša skica je bila objavljena zgodaj spomladi 2008, o kateri so nato razpravljali z različnimi interesnimi skupinami, preden je bila izdelana nadaljnja različica.
Junija 2010 se je občinski svet odločil, da se mesto namesto predlagane severozahodne lokacije premakne proti vzhodu (na 67°51′1″N 20°18′2″E) v smeri Tuolluvaare. Selitev mesta se je začela leta 2014, načrt pa opisuje proces, ki se nadaljuje do leta 2100. V letih 2012–2013 je občina Kiruna v sodelovanju s Švedskim združenjem arhitektov organizirala mednarodni arhitekturni natečaj za vizijo, strategijo in oblikovanje novega mestnega središča za novo Kiruno. Natečaj je s svojim glavnim načrtom in strategijo za selitev mesta zmagalo podjetje White Arkitekter AB s sedežem v Stockholmu, skupaj z Ghilardi + Hellsten Arkitekter s sedežem v Oslu, Spacescape AB, Vectura Consulting AB in Evidens BLW AB. Natečaj je vodilo podjetje White Arkitekter AB, glavni arhitekt Mikael Stenqvist, SAR/MSA, v sodelovanju z podjetjem Ghilardi + Hellsten Arkitekter, glavna arhitektka Ellen Hellsten. Skupaj z raziskovalci z univerz v Luleåu in Delftu načrt predvideva gostejše mestno središče z večjim poudarkom na trajnosti, zeleni in modri infrastrukturi, pešcih in javnem prevozu namesto na avtomobilih. Leta 2018 je švedska vlada napovedala, da bo pomagala organizirati nadomestna dela za radijsko družbo Radiotjänst, potem ko je bilo mesto preseljeno s prvotne lokacije.
Danski raziskovalec in fotograf Klaus Thymann je leta 2013 začel dolgoročen projekt dokumentiranja ponovne naselitve mesta. Z uporabo posnetkov z oznako GPS se je od takrat večkrat vrnil in posnemal natančne lokacije, da bi prikazal spreminjajočo se pokrajino. Leta 2017 se je Thymann ponovno vrnil v Kiruno, da bi za Bloomberg Businessweek dokumentiral prenovo mesta.

## Geografija
Kiruna je na severu Švedske, 145 kilometrov severno od polarnega kroga. Središče mesta je zgrajeno na hribu Haukavaara na nadmorski višini 530 m, visoko nad reko Torne na severu in reko Kalix na jugu. Drugi deli mesta so Lombolo in Tuolluvaara. V bližini Kirune sta gorovju Kiirunavaara in Luossavaara. Kiirunavaara je rudnik železove rude, ki je glavni gospodarski vir mesta. Luossavaara je nekdanji rudnik, ki se danes uporablja kot smučišče.
Mesto je zgrajeno v bližini jezera Luossajärvi z izlivom v Luossajoki, ki se izliva v reko Torne pri Laxforsenu. Območje okoli Kirune je zelo redko poseljeno. Severozahodu, zahodu in jugozahodu Kirune prevladujejo Skandinavske gore, ki so vidne iz središča mesta. Najvišja švedska gora, Kebnekaise, je od središča mesta oddaljena 75 kilometrov in jo je mogoče videti tudi z nje. Na zahodu je Nikkaluokta, na severozahodu pa Abisko, Björkliden, Riksgränsen in norveško mesto Narvik, 180 kilometrov oddaljeno po cesti. 12 kilometrov severno od Kirune je Kurravaara, na robu reke Torne. Območje severno od Kurravaare je brezcestno, nenaseljeno, delno neplodno in delno brezov gozd, vse do norveške in finske meje pri Treriksrösetu. Nižje ležeči vzhod prevladuje borealni gozd, ki se razteza na tisoče kilometrov čez Finsko in Rusijo. Približno 15 km vzhodno od Kirune je skupina vasi ob reki Torne, med katerimi je najbolj znana Jukkasjärvi, kjer vsako zimo zgradijo ledeni hotel, ki privablja turiste z vsega sveta. Pobrateni mesti Gällivare in Malmberget sta približno 120 km južno od Kirune.
Kiruna je 1. januarja 1948 postala švedsko mesto in je bila nekoč navedena kot največje mesto na svetu po površini, čeprav je bila večina njenega ozemlja neurbana. Po švedski občinski reformi v 1970-ih je bil izraz mesto pravno ukinjen. Danes se za dejansko mesto šteje le pozidano območje.

### Podnebje
Kiruna, ki leži 145 km severno od arktičnega kroga, ima subarktično podnebje (Dfc) s kratkimi, milimi poletji in dolgimi, hladnimi zimami, čeprav je mesto samo lahko precej milejše od okoliškega gozda. Snežna odeja običajno traja od konca septembra do sredine maja, sneženje pa se lahko pojavi vse leto. Polnočno sonce sije med 28. majem in 16. julijem (50 dni), bele noči pa trajajo od začetka maja do začetka avgusta. Polarna noč traja od 11. decembra do 1. januarja (22 dni), natančne meje pa so odvisne od lokalne topografije. Čeprav so zime v Kiruni po švedskih standardih zelo mrzle, so zaradi morskega vpliva še vedno veliko manj hude kot zime na podobnih zemljepisnih širinah v Severni Ameriki in Sibiriji, pa tudi na južnejših območjih v drugih delih sveta. Podobne zimske temperature segajo na jug vse do pod 45. vzporednika na ruskem Daljnem vzhodu, pa tudi do notranjega zgornjega Srednjega zahoda in severne Nove Anglije v Združenih državah. Vendar pa ima Kiruna hladnejša poletja kot taka območja, a še vedno dovolj topla, da ostanejo nad polarnim podnebjem in pod severno gozdno mejo. Zimske temperature pa so bistveno hladnejše kot na območjih, ki jih neposredno prizadene Zalivski tok, do te mere, da so redne najnižje temperature v Kiruni januarja in februarja podobne rekordno nizkim temperaturam v Tromsøju vseh časov.
Najnižja potrjena temperatura v Kiruni doslej je bila zabeležena na bližnji vremenski postaji, in sicer −43,3 °C, januarja 1999. Vremenska postaja je julija 1945 zabeležila 31,6 °C, kar je rekord vseh časov. Najtoplejši mesec, zabeležen na vremenski postaji, je bil julij 2018 s povprečnimi najvišjimi temperaturami 24,3 °C. Kiruna ima mračno podnebje, na katerega vplivajo atlantski sistemi nizkega zračnega tlaka. Zaradi ekstremnega cikla dnevne svetlobe obdobje med aprilom in avgustom predstavlja 73 % letnega sončnega obsevanja Kirune glede na normalno vrednost za obdobje 1961–1990, medtem ko pet najtemnejših mesecev med oktobrom in februarjem vsebuje le približno 10 % letnega sončnega obsevanja.

## Gospodarstvo

### Rudarstvo
Rudarstvo igra pomembno vlogo kot vir nacionalnega dohodka in zaposlovanja za Kiruno in okoliško regijo. Kot večina severne Švedske je tudi to območje bogato z magnetitom, ki se koplje za proizvodnjo različnih železovih rudarskih izdelkov, ki se nato po železnici prevažajo v pristanišče Narvik na Norveškem, od koder se pošiljajo strankam po vsem svetu. Obsežno rudarjenje v Kiruni se je začelo v 19. stoletju, približno v času, ko je bilo leta 1890 ustanovljeno veliko švedsko rudarsko podjetje LKAB.

### Vesoljske raziskave
Vesoljske raziskave so se začele konec 1940-ih.
V občini je postaja ESTRACK Kiruna Evropske vesoljske agencije (ESA). Prav tako se nahajata tudi Esrange, evropsko vesoljsko in sondirno raketno središče, ter postaja EISCAT in znanstveni sedež EISCAT.
V Kiruni sta tudi Inštitut za vesoljsko fiziko in Oddelek za vesoljsko znanost, ki pripadata Tehnološki univerzi Luleå.
Leta 2007 je švedska vlada napovedala, da bo Kiruna gostiteljica vesoljskega pristanišča na Švedskem, in podpisala sporazum z Virgin Galactic.

### Turizem
Vožnja s pasjo vprego je priljubljena dejavnost na podeželju okoli Kirune. Pozimi turiste privabljata ledeni hotel v bližnjem Jukkasjärviju in severni sij. Dolga in zanesljiva snežna odeja, ki običajno traja od oktobra do maja, ter zamrznjena jezera in reke omogočajo tek na smučeh in alpsko smučanje, vožnjo s pasjo vprego in vožnjo z motornimi sanmi. V gorah je plezanje po ledu, na jezerih ali rekah pa drsanje. Letni festival snega poteka zadnji vikend v januarju[55] in vključuje skakanje s skuterjem, dirke severnih jelenov in tekmovanje v ledenih skulpturah.